# Gakko ja oshierarenai!
Gakko ja oshierarenai! (学校じゃ教えられない！? lett. "Cose che non si possono imparare a scuola!", in inglese Things You Can't Learn in School!) è un dorama estivo in 10 puntate di NTV mandato in onda per la prima volta nel 2008.

## Trama
Aida è una giovane insegnante di lingua inglese in un istituto privato superiore femminile. A causa della continua decrescita d'iscrizioni, il consiglio dei docenti decide di aprire le porte per la prima volta anche agli studenti maschi.
I primi cinque ragazzi che riescono a farne parte si sentono come fossero in paradiso, letteralmente; si considerano come matricole baciate dalla fortuna: Aida cerca d'aiutarli ad ambientarsi per quanto possibile al meglio consigliando la creazione di un club di danza.
Potrebbero riuscire in tal modo a tener le mani delle ragazze e addirittura abbracciarle!
Cinque studentesse entrano in tale club "sociale" affiancandosi ai ragazzi: questi 10 adolescenti sono i protagonisti della storia, che via via s'evolverà in situazioni romantiche-sentimentali ma che sempre virano verso il comico. Le cose per i maschietti risulteranno esser diverse da quello che si aspettavano: saranno coinvolti in nuove imprevedibili esperienze estive...

## Protagonisti
- Kyōko Fukada - Aida Mai
- Shōsuke Tanihara - Himuro Kensaku
- Ran Ito - Kageyama Meiko
- Riisa Naka - Yokoyama Eri
- Aoi Nakamura - Mizuki Kazuki
- Gōki Maeda - Narita Shizuya
- Aki Asakura - Kenjo Hitomi
- Mizuki Kato - Suzumura Rei
- Kohei Norizuki - Inai Shintaro
- Suzu Natsume - Kameda Maho
- Daisuke Yanagisawa - Nagasaki Kiyoshi
- Win Morisaki - Nishikawa Tomu
- Miyu Yagyu - Yoshizawa Kana
- Aoi Miura - Shingyoji Natsume

### Star ospiti
- Hiroya Matsumoto - Ma-kun (ep2&6)
- Takuya Mizoguchi - Genjo Ryota (ep5,7)
- Elena Natsumi - Tomoyo (figlia di Kageyama) (ep8-10)